# Isabela de Savoia
Isabela de Savoia (11 martie 1591 – 28 august 1626) a fost fiica lui Carol Emanuel I de Savoia (1562–1630) și a Infantei Catalina Micaela a Spaniei. Bunicii materni au fost regele Filip al II-lea al Spaniei și Elisabeta de Valois, iar bunicii paterni au fost Emanuel Filibert, Duce de Savoia și Margareta a Franței. Isabela a fost prin căsătorie Prințesă Moștenitoare de Modena însă a murit cu doi ani înainte ca soțul ei să acceadă la tronul Modenei.

## Copii
- Cesare d'Este (1609–1613), a murit în copilărie;
- Francesco d'Este (1610–1658), viitorul Duce de Modena; s-a căsătorit cu Maria Farnese, Vittoria Farnese și Lucrezia Barberini; a avut copii;
- Obizzo d'Este (1611–1644), episcop de Modena;
- Caterina d'Este (1613–1628), călugăriță;
- Cesare d'Este (1614–1677), a murit celibatar;
- Alessandro d'Este (1615), a murit în copilărie;
- Carlo Alessandro d'Este (1616–1679), a murit celibatar;
- Rinaldo d'Este (1618–1672) Cardinal;
- Margherita d'Este (1619–1692), s-a căsătorit cu Ferrante al III-lea Gonzaga, Duce de Guastalla;
- Beatrice d'Este (1620), a murit în copilărie;
- Beatrice d'Este (1622–1623), a murit în copilărie;
- Filiberto d'Este (1623–1645);
- Bonifazio d'Este (1624), a murit în copilărie;
- Anna Beatrice d'Este (1626–1690), s-a căsătorit cu Alessandro al II-lea Pico della Mirandola și a avut copii; mama ei Isabela a murit dându-i ei naștere.